# Зубов, Алексей Николаевич
Алексей Николаевич Зубов (15 ноября 1936 — 21 января 2021) — советский и американский тенор- и сопрано-саксофонист с более чем полувековой карьерой, композитор, аранжировщик, легенда советского джаза, киноактёр. Автор музыки к кинофильмам.

## Биография
Родился в Москве в семье учёных. Отец — Н. Н. Зубов, известный учёный-океанолог, мать — Нина Владимировна Буткевич. Алексей Зубов в детстве учился играть на фортепиано, кларнет и саксофон освоил самостоятельно. Окончил физический факультет МГУ, имел возможность сделать карьеру в науке, но предпочёл музыкальное направление.
С 1955 года Зубов выступает в студии Центрального Дома работников искусств «Первый шаг», а также «Восьмёрки ЦДРИ». В 1960-м поступает в биг-бэнд Олега Лундстрема, где работает шесть лет.
В 1966–1973 годах играл в Эстрадном оркестре радио и телевидения п/у Вадима Людвиковского, позднее — в инструментальном ансамбле «Мелодия» п/у Георгия Гараняна.
Алексей Зубов возглавлял несколько коллективов и был участником   квартета «Крещендо», дуэта с пианистом Игорем Саульским, квинтета «Барометр» и многих других. Сотрудничал с Владимиром Высоцким. Автор аранжировки песен Высоцкого для их записи с «Мелодией», ставшей очень популярной. Выступал и записывался с  Гэри Бёртоном, Чиком Кориа, Питом Кристлибом, Полом Гонсалвесом, Чарли Хейденом, Альбертом «Тути» Хитом, Диком Хаймeном, Китом Джарреттом, Романом Мирошниченко,  Алексеем Козловым, Константином Бахолдиным, Георгием Гараняном, Игорем Назаруком, Геннадием Гольштейном, Германом Лукьяновым,  Константином Носовым, Борисом Рычковым.
В 1985 году эмигрировал в США. Записывал музыку к американским фильмам Андрея Кончаловского. В 2006 году выступил в Москве с пианистом Милчо Левиевым. Жена — Марина Краснова (род. 1945).
Ушёл из жизни 21 января 2021 года в Лос-Анджелесе.

## Фильмография

### Композитор
- 1975: Стрелы Робин Гуда  (аранжировка)
- 1979: Забудьте слово «смерть»
- 1980: Хлеб, золото, наган
- 1981: Шестой
- 1993: Призрак-двойник (саундтрек)

### Актёр
- 1976: Город. Осень. Ритм – саксофонист ансамбля «Мелодия»
- 1976: Грустить не надо! – саксофонист и кларнетист ансамбля «Мелодия»

### Видео
- Алексей Зубов. Встреча в салоне саксофонов Марьячи